# Lean
Lean — инструмент интерактивного доказательства теорем. Основан на исчислении конструкций с индуктивными типами. Имеет открытый исходный код, размещенный на GitHub. Проект Lean был запущен Леонардо де Моурой в Microsoft Research в 2013 году.
Lean имеет интерфейс, который отличает его от других интерактивных средств доказательства теорем. Lean может быть скомпилирован на JavaScript и доступен в веб-браузере. Он имеет встроенную поддержку символов Юникода. (Они могут быть набраны с использованием последовательностей, подобных применяемым в системе LaTeX, таких как "\times" для "×".) Lean также имеет обширную поддержку метапрограммирования.

## Применение
Lean привлек внимание математиков Томаса Хейлза и Кевина Базарда.
Хейлз использует его для своего проекта «formalabstracts».
Базард использует его для проекта Xena
Одна из целей проекта Xena — переписать все теоремы и доказательства в учебной программе по математике для студентов Имперского колледжа Лондона.
В рамках проекта Xena формализовано сложное доказательство из области condensed mathematics, развиваемой Петером Шольце.

## Примеры кода
Определение натуральных чисел:
```
inductive
 
nat
 
:
 
Type

|
 
zero
 
:
 
nat

|
 
succ
 
:
 
nat
 
→
 
nat

```

Определение операции сложения для натуральных чисел:
```
definition
 
add
 
:
 
nat
 
→
 
nat
 
→
 
nat

|
 
n
 
zero
     
:=
 
n

|
 
n
 
(
succ
 
m
)
 
:=
 
succ
(
add
 
n
 
m
)

```

Пример простого доказательства.
```
theorem
 
and_swap
 
:
 
p
 
∧
 
q
 
→
 
q
 
∧
 
p
 
:=

    
assume
 
h1
 
:
 
p
 
∧
 
q
,

    
⟨
h1.right
,
 
h1.left
⟩

```

Это же доказательство:
```
theorem
 
and_swap
 
(
p
 
q
 
:
 
Prop
)
 
:
 
p
 
∧
 
q
 
→
 
q
 
∧
 
p
 
:=

begin

    
assume
 
h
 
:
 
(
p
 
∧
 
q
),
 
-- assume p ∧ q is true

    
cases
 
h
,
 
-- extract the individual propositions from the conjunction

    
split
,
 
-- split the goal conjunction into two cases: prove p and prove q separately

    
repeat
 
{
 
assumption
 
}

end

```